# 机器狗 (变形金刚)
机器狗(Ravage)，是《变形金刚》系列中的一個虛構角色。

## G1動畫
为霸天虎第三大忠臣声波的卡带之一。虽然翻译为「机器狗」，但是他实际上是一只猫科动物。它在任务中常常与雷射鳥(英語：Laserbeak)一起担任间谍角色。

## 真人電影系列
雖然音波的三個磁帶金剛在真人電影的從來沒有一起出現過，不過在前三集電影分別出現了不同的磁帶金剛。包括第一集的疾瘋、第三集的雷射鳥，而第二集出現的正是黑豹，在台灣翻譯為「戰犬」。

### 變形金剛：復仇之戰(Transformers: Revenge of the Fallen)
在真人電影中，戰犬是頭兇狠、野蠻的機械野獸，造型和G1列中差異頗大，頭部只有一顆單獨的紅色眼睛，大腿上配有兩把機關槍，全身的色調以金屬音色為主。
在電影一開始被在地球軌道上以衛星模式盤旋的音波發射到地球上、入侵美軍基地、偷走火種源碎片。之後在埃及戰場中，趁大黃蜂和狂虎交戰時趁機偷襲，然而依然不敵、被大黃蜂扯出脊椎而死。